# 아포중학교
아포중학교(牙浦中學校)는 대한민국 경상북도 김천시 아포읍 국사리에 있는 공립 중학교이다.

## 학교 연혁
- 1949년 2월 1일 : 아포고등공민학교 설립
- 1951년 8월 16일 : 아포고등공민학교 제1회 졸업식(46명)
- 1951년 11월 29일 : 아포중학교 6학급 인가
- 1951년 12월 27일 : 아포중학교 개교
- 1952년 3월 29일 : 아포중학교 제1회 졸업식
- 1952년 7월 12일 : 초대 이식우 교장 취임
- 2010년 3월 1일 : 개축 교사동 이전
- 2018년 11월 1일 : 풋살장 완공
- 2019년 3월 1일 : 방송실 및 미술실 재정비
- 2022년 3월 1일 : 제30대 황창기 교장 취임
- 2024년 2월 8일 : 제73회 졸업식(36명, 총 9,814명)
- 2024년 3월 4일 : 2024학년도 입학식(신입생 36명)

## 참고 자료
- 아포중학교 - 한국교육학술정보원 학교알리미